# راجر جپسن
راجر جپسن (به انگلیسی: Roger W. Jepsen) سناتور سابق عضو حزب جمهوری‌خواه ایالات متحده آمریکا بود. وی در سال ۱۹۷۹ تا ۱۹۸۵ میلادی سناتور ایالت آیووا در سنای ایالات متحده آمریکا بود.